# Présidence portugaise du Conseil de l'Union européenne en 2007
Présidence allemande du Conseil de l'Union européenne en 2007 Présidence slovène du Conseil de l'Union européenne en 2008
La présidence portugaise du Conseil de l'Union européenne en 2007 désigne la troisième présidence du Conseil de l'Union européenne effectuée par le Portugal depuis son entrée dans l'Union européenne en 1986. 
Elle fait suite à la présidence allemande en 2007 et précède la présidence slovène du premier semestre 2008.

## Programme

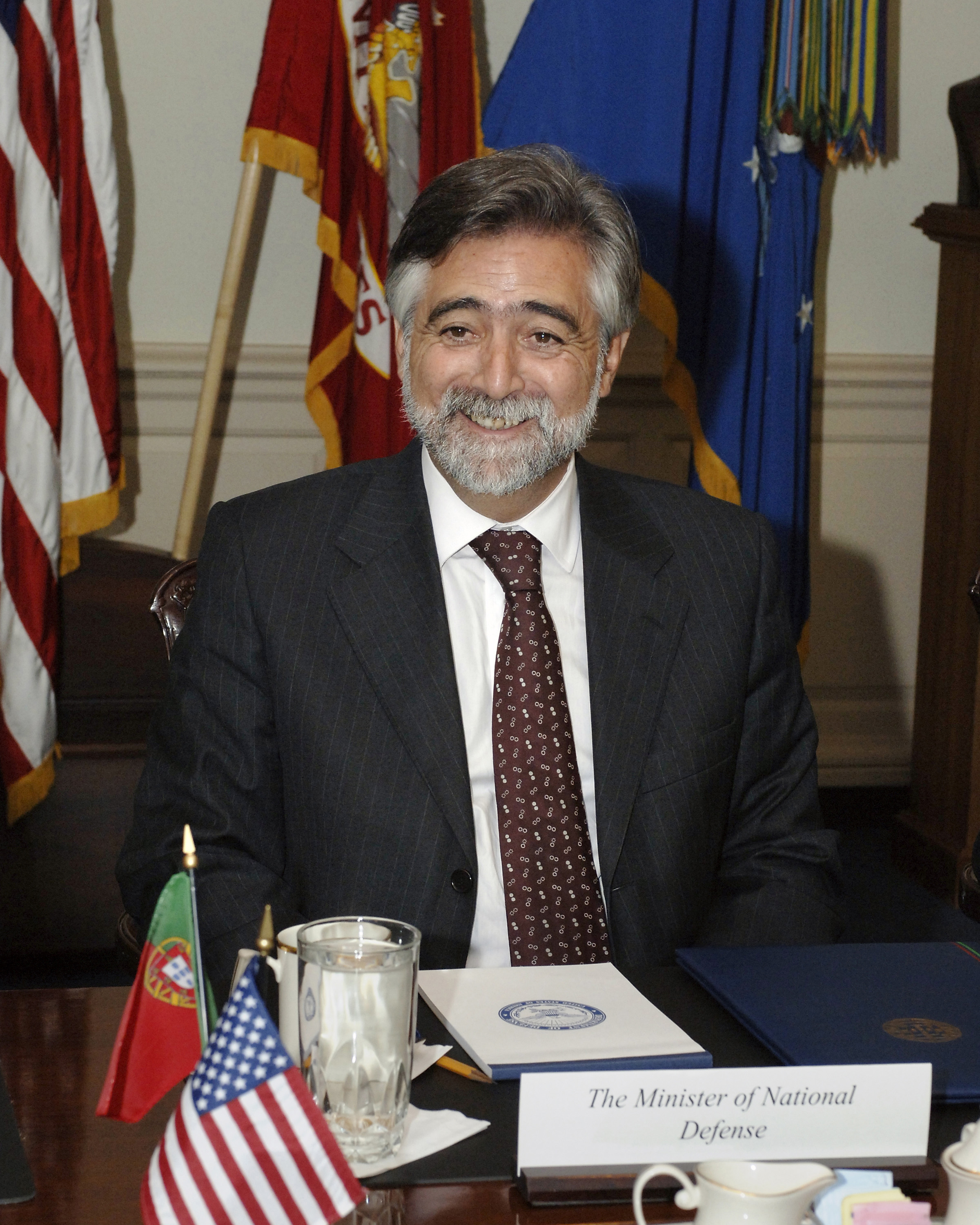
Luis Amado, président du Conseil de l'Union européenne au 2e semestre 2007.

La présidence portugaise du Conseil de l'Union a concentré son programme en quatre thèmes : le « futur de l'Union », la « stratégie de Lisbonne », le renforcement de l'espace de liberté, de sécurité et de justice et « l'Europe et le monde ».
Le thème « futur de l'Union » fait référence à la crise constitutionnelle que connaissait alors l'Europe à la suite du rejet du traité établissant une Constitution pour l'Europe. Cet aspect s'est traduit par la signature, le 13 décembre 2007, du traité de Lisbonne. Cette priorité inclut aussi la volonté exprimée par la présidence de mettre en œuvre l'acquis Schengen dans les nouveaux États membres d'ici à la fin de l'année 2007. Cette mise en œuvre passait notamment par l'adoption de la mesure « SISone4ALL » le 5 décembre 2007.

## Identité visuelle
Selon la présidence slovène, la fleur bleue du logo serait un symbole de contemporanéité portugais et représenterait la modernité, l'harmonie, la mer, la transparence et l'ouverture à l'avenir. Les pétales symbolises chacune la contribution de chaque État membre à la construction européenne. Le design est l’œuvre d’Albuquerque Designers.
Le logo est complété par un logotype simplifié qui repose sur la forme du domaine internet de la présidence portugaise : lequel est « EU2007.pt » avec « EU2007 » en bleu ciel et « .pt » en rouge.

## Compléments